# Tommaso De Luca
Tommaso De Luca (Aosta, 29 dicembre 2004) è un hockeista su ghiaccio italiano, milita come attaccante nell'HC Ambrì-Piotta, squadra della National League, e nella Nazionale italiana.

## Carriera

### Nazionale
De Luca ricevette la prima convocazione in Nazionale maggiore per il raduno alla Sparkasse Arena in programma l'8 aprile 2024, in vista di alcune partite amichevoli in preparazione ai Mondiali di Iª Divisione - Gruppo A di Bolzano. L'esordio avvenne il 13 aprile nel primo di due match contro la Francia, che vide gli azzurri sconfitti per 4-2 a Megève. Dieci giorni dopo siglò la sua prima rete nell'amichevole persa 6-5 con l'Ungheria.
Fra il 28 aprile e il 4 maggio prese  parte ai Mondiali di Iª Divisione - Gruppo A.

## Palmarès

### Individuale
- Maggior numero di assist del Campionato mondiale di hockey su ghiaccio Under-20 - Prima Divisione Gruppo B: 1

Slovenia 2024 (9 assist)
- Maggior numero di punti per un giovane della National League: 1

2023-2024 (20 punti)